# 阿萊格里亞港
阿萊格里亞港（西班牙語：Puerto Alegría）是哥倫比亞的城鎮，位於該國東南部，由亞馬孫省負責管轄，始建於1981年，面積1,443平方公里，海拔高度120米，2005年人口1,513，人口密度每平方公里1.05人。
1°02′S 74°02′W / 1.033°S 74.033°W